# 康斯坦蒂娜·莫托斯
康斯坦蒂娜·莫托斯（英語：Konstantina Moutos，1964年—），是一名希腊-新西兰时装设计师，1984年和1986年，她两次获得本森·赫奇斯时装设计大奖中的最高荣誉奖。

## 生平
康斯坦蒂娜·莫托斯父母是希腊人，她在新西兰首都惠灵顿出生。1984年，20岁的莫托斯获得了本森·赫奇斯时装设计大奖中的最高荣誉奖，两年后再次荣获桂冠。穆托斯在惠灵顿成立一个工作室，并在惠灵顿和奥克兰都建立精品专卖店。1991年，她担任本森·赫奇斯时装设计大奖的评委。
1991年，莫托斯移居到希腊，并继续从事服装设计事业。她在1984年设计的黑色晚礼裙获奖作品，在2011年奥克兰新西兰时尚博物馆展出，题为《时尚中的黑色》（英語：Black in Fashion）。